# João Havelange
Jean-Marie Faustin Goedefroid Havelange (Rio de Janeiro, 8 de maio de 1916 – Rio de Janeiro, 16 de agosto de 2016), conhecido como João Havelange, foi um advogado, empresário, atleta olímpico e dirigente esportivo brasileiro.
Como atleta, participou das Olimpíadas de 1936, nas provas de natação dos 400 m e 1500 m livre. Também esteve na edição de 1952, com o time de polo aquático.
Foi presidente da Federação Internacional de Futebol de 1974 até 1998, tendo organizado seis Copas do Mundo nesse período. Foi o segundo presidente com maior tempo no cargo, depois de Jules Rimet, que presidiu a entidade durante 33 anos. Em 2012 foi condenado por suborno na Suíça.

## Biografia
Filho do belga Faustin Havelange, um comerciante de armas radicado no Rio de Janeiro, onde possuía uma grande propriedade que se estendia pelos atuais bairros de Laranjeiras, Cosme Velho e Santa Teresa, desde a infância se dedicou aos esportes.
No Fluminense, foi escoteiro e atleta, infantil, juvenil e adulto, destacando-se em vários esportes, inclusive no futebol, tendo sido em 1931 campeão carioca juvenil. Ainda nesta década graduou-se em direito pela Faculdade de Direito da Universidade Federal Fluminense e competiu como nadador nas Olimpíadas de Berlim, em 1936 e como atleta do polo aquático nas Olimpíadas de Helsinque, em 1952. Em 1935 e 1936, Havelange venceria a Travessia de São Paulo a Nado.
Posteriormente foi dirigente esportivo, inicialmente na Federação Paulista de Natação, já que residia em São Paulo na época, em 1948. Quando retornou ao Rio de Janeiro em 1952, tornou-se presidente da Federação Metropolitana de Natação e vice-presidente da Confederação Brasileira de Desportos (CBD). A essa época já havia se formado em direito e atuava como advogado e acionista, além de ocupar o cargo de diretor executivo da Viação Cometa, tradicional empresa de transporte rodoviário de passageiros que opera nos estados de São Paulo, Rio de Janeiro, Minas Gerais e Paraná. Em 1956, comandou a delegação brasileira nas Olimpíadas de Melbourne. Concorreu a deputado em 1960 pelo Partido Social Democrático (1945), mas com 6 mil votos, não foi eleito.
João Havelange, filho de um belga comerciante de armas, afirmou em entrevista no programa Histórias com Galvão Bueno, do canal SporTV, que após a morte de seu pai, recebeu convite de uma empresa belga para dar continuidade aos negócios do comércio de armas, mas não aceitou tal convite por ter verdadeira aversão a armas, por se tratar de instrumento de morte e violência. João Havelange declarou que nunca possuiu uma arma em sua vida.

### CBD e COI

João Havelange e Adhemar Ferreira da Silva em 1959

De 11 de janeiro de 1958 a 10 de janeiro de 1975, presidiu a Confederação Brasileira de Desportos — que congregava, à época, 24 esportes e não somente o futebol — como sucessor de Sylvio Correa Pacheco. Venceu Carlito Rocha com 185 votos contra 19.
Durante este período, o futebol brasileiro conheceu o ápice de sua história: consagrou-se tricampeão mundial de futebol com a conquista das Copas do Mundo na Suécia (1958), no Chile (1962), e no México (1970).
Nomeou o empresário paulista Paulo Machado de Carvalho como chefe da delegação nas Copas do Mundo de 1958 e 1962. O objetivo era pacificar o futebol brasileiro, uma vez que Havelange era carioca e Paulo paulista.
Ainda como presidente da Confederação Brasileira de Desportos, em 1965 aceitou a recomendação do Conselho Nacional de Desportos para proibir a prática para mulheres de "futebol, futebol de salão, futebol de praia" e outras modalidades.

### Copa do Mundo de 1970
Como presidente da Confederação Brasileira de Desportos, o período em que o jornalista esportivo João Saldanha foi treinador esteve envolto em polêmica.
Segundo Havelange: "Eu e João fomos moleques juntos, jogamos futebol juntos. Não faço política. Se ele era isso ou aquilo, não me interessa. Não fui eu que o convidei. Quem o convidou foi o Antônio do Passo (dirigente da CBD responsável pela Seleção), a quem eu disse: 'Gosto muito do João, mas ele vai te dar dor de cabeça'".
Saldanha foi à concentração do Flamengo, armado, prometendo matar o seu desafeto, o técnico Yustrich. Após um jogo-treino contra o Bangu, Havelange e Antônio do Passo decidiram dissolver a comissão técnica. O técnico foi comunicado em reunião alguns dias depois. Havelange: "Quando terminou [a reunião], ouvi o João aos berros, no corredor. Eu abri a porta e disse: 'Você ainda está sob contrato da CBD. Se o senhor quiser gritar, o senhor desça, faça na rua e diga o que o senhor quiser'".
Havelange queria Dino Sani, que era seu amigo pessoal, mas Dino recusou. Antônio do Passo indicou Zagallo.
Após o ocorrido, Saldanha divulgou a versão que se perpetuaria como o motivo da sua demissão: o presidente Emílio Garrastazu Médici (1969–74) pedira a convocação do atacante Dadá Maravilha, e Saldanha teria respondido: "O senhor escala o seu ministério, e eu escalo o meu time".
Após demitir Saldanha, Havelange foi à Brasília no dia 19 de março de 1970, convocado pelo Ministro da Educação, coronel Jarbas Passarinho, numa reunião de 2 horas e 13 minutos. Em seguida à reunião com o ministro, Havelange foi à sede do SNI, sem esclarecer o objetivo da visita.

### Fim do mandato
Havelange pretendia se manter presidente da Confederação Brasileira de Desportos e da Federação Internacional de Futebol (FIFA). Mas no dia 2 de dezembro de 1974, já eleito presidente da FIFA, o brasileiro foi chamado pelo Ministro da Educação, coronel Ney Braga, à Brasília. Havelange foi informado que o novo presidente da CBD seria o almirante Heleno Nunes.
Segundo João Saldanha em 1978: "O presidente da CBD Heleno Nunes é um homem de bem, porém ingênuo. Foi lá colocado pelo presidente da República Geisel, que botou o Havelange para fora e colocou o Heleno Nunes no seu lugar".

## Presidente da FIFA

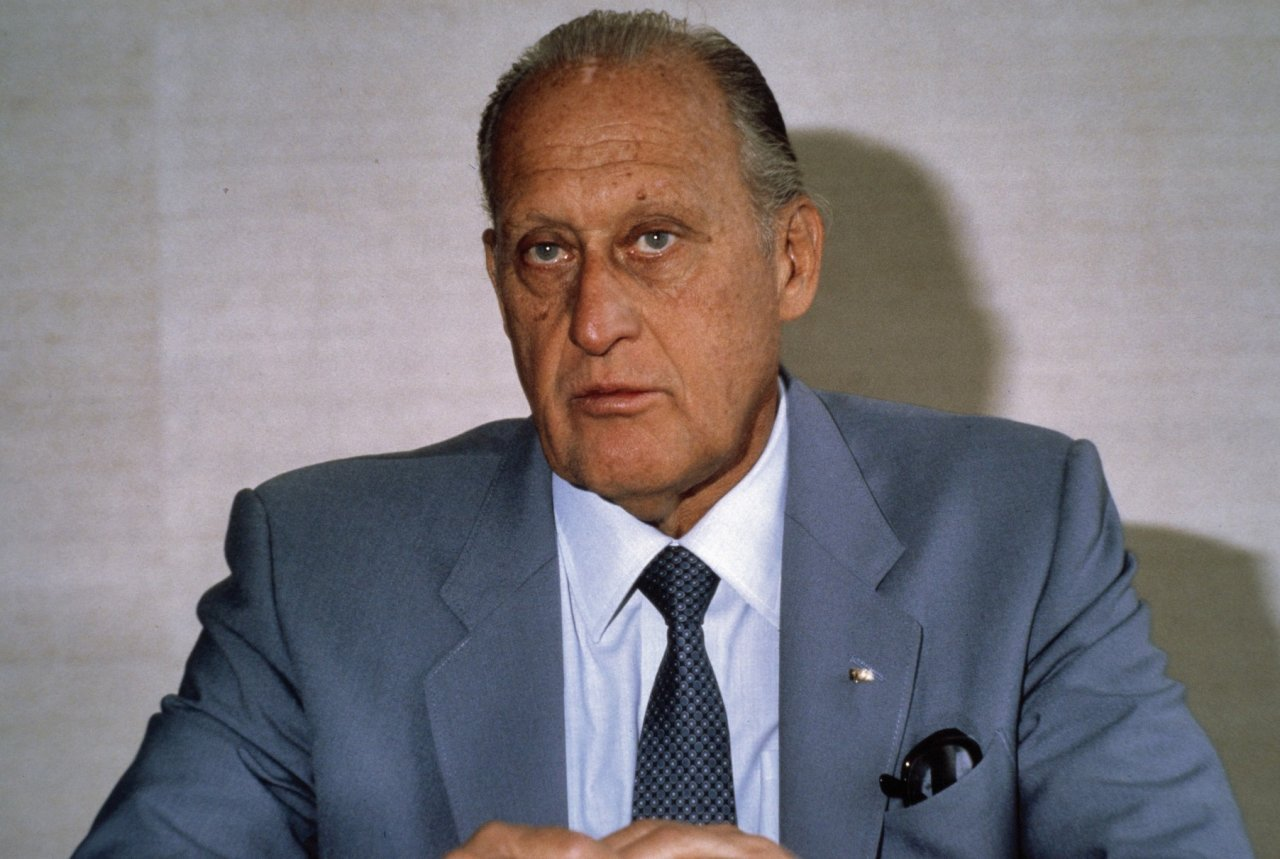
João Havelange como presidente da FIFA em 1982

### Campanha
Segundo Havelange, seu amigo, o locutor Oduvaldo Cozzi foi o primeiro, em 1963, a lhe sugerir que se candidatasse à presidência da FIFA.
Em 1968, marcou o amistoso Atlético Mineiro 3–2 Iugoslávia, visando limpar a ficha dos jogadores iugoslavos. A equipe europeia tinha vários jogadores pendurados e precisava de uma partida para entrar em condições num torneio europeu.
Em 1972 promoveu a Taça Independência, uma espécie de Mundial, também chamada de Minicopa. Programado como evento central das comemorações dos 150 anos da Independência do Brasil.
O torneio apresentou prejuízo de CR$ 15.736.071,20 (algo em torno de US$ 20 milhões em 2024). A entidade recorreu a empréstimos bancários para quitar a dívida. O deputado federal Maurício Toledo (Arena-SP) pediu a abertura de uma CPI sobre o prejuízo na CBD.
Em 6 de junho de 1973, o Brasil venceu a Tunísia por 4–1, em amistoso em Túnis. A CBD baixou de US$ 50 mil para US$ 30 mil o cachê da seleção para conquistar o voto da federação local. O inglês Stanley Rous desabafou: "O senhor Havelange está realizando uma campanha política como se estivesse disputando a presidência dos Estados Unidos".
O brasileiro saiu vitorioso em dois turnos. No primeiro turno, Havelange venceu por 62 a 56, menos do que os dois terços exigidos pelo estatuto. No segundo, o brasileiro foi eleito por 68 a 52.

### Mandato
Eleito para a FIFA em 1974, permaneceu à frente da entidade até 1998. Organizou seis Copas do Mundo, visitou 186 países e trouxe a China, desligada por mais de 25 anos por razões políticas, de volta à FIFA. Criou também os Campeonatos Mundiais de Futebol nas categorias infanto-juvenil, juvenil, juniores e feminina.
Neste período, tornou-se amigo de  Horst Dassler, herdeiro da marca esportiva Adidas, e dono da International Sport and Leisure (ISL), considerada a maior empresa de marketing esportivo do mundo,[carece de fontes?] que comercializava os direitos de transmissão e publicidade das Copas do Mundo de futebol e das Olimpíadas.
Quando deixou a presidência da FIFA, em 1998, já eleito presidente de honra, passou a se dedicar ao trabalho filantrópico junto às Aldeias Internacionais SOS, patrocinado pela entidade em 131 países.
Em abril de 2013, aos 96 anos de idade, renunciou à Presidência de honra da FIFA para escapar de qualquer punição por seu envolvimento em casos de corrupção naquela federação.

#### Acusações de corrupção
No livro Foul! The Secret World of FIFA: Bribes, Vote-Rigging and Ticket Scandals, lançado em 2006, o jornalista investigativo Andrew Jennings descreve Havelange como um dirigente corrupto. Segundo Jennings, o filho do fundador e ex-diretor da Adidas, Horst Dassler, comprou votos de delegados indecisos na primeira eleição de Havelange. Dois anos depois, o brasileiro retribuiu o favor entregando a Dassler o poder exclusivo sobre a comercialização dos principais torneios mundiais.

#### Condenação
Em decisão de 2012 do Tribunal de Cantão, na Suíça, João Havelange aparece como condenado por uma fraude na venda de direitos de transmissão da Fifa para a empresa de marketing suíça ISL. A companhia pagou suborno para João Havelange e Ricardo Teixeira entre os anos de 1992 e 2000, que somadas, chegam a 21,94 milhões de francos suíços.

### Prêmios

#### Dirigente do século
Pesquisa realizada pelo COI, em 1999, aponta Havelange como um dos três maiores “Dirigentes do Século”, junto com o Barão Pierre de Coubertin, fundador do COI e idealizador dos Jogos Olímpicos da Era Moderna, e o ех-Presidente do COI, Juan Antonio Samaranch.
Havelange ganhou durante a vida várias medalhas, como a Legion d'Honneur (França), A Ordem de Mérito Especial em Esportes (Brasil), Comandante da Ordem do Infante Dom Henrique (Portugal), Cavaleiro da Ordem de Vasa (Suécia) e, em 2002, recebeu do Reitor Paulo Alonso, da Universidade Federal do Rio de Janeiro, o título de Doutor Honoris Causa. João Havelange teve seu nome usado no estádio carioca do Engenhão (Estádio Olímpico João Havelange, estádio municipal, cedido em comodato ao Botafogo, na cidade do Rio de Janeiro) e Estádio Municipal João Havelange, estádio multiúso em Uberlândia, maior estádio do interior de Minas Gerais.[carece de fontes?]

#### Prêmio "Faz Diferença" O Globo
Em 2010, foi eleito a "Personalidade do ano de 2009" no prêmio "Faz Diferença" do jornal O Globo.

### Renúncia no COI
Em 2011, renunciou dias antes da entidade anunciar decisão sobre casos de corrupção que envolviam o nome do brasileiro.

## Questões de saúde e morte
Em março e abril de 2012, Havelange foi hospitalizado na cidade do Rio de Janeiro para se tratar de uma infecção no tornozelo direito, o que exigiu um período em cuidados intensivos. Em abril de 2013, renunciou ao cargo de presidente honorário da FIFA por questões de "saúde e razões pessoais". Em junho de 2014, foi novamente internado no hospital para se tratar de uma infecção pulmonar e, em novembro de 2015, com problemas respiratórios. Em agosto de 2016, Havelange morreu aos cem anos, em decorrência de uma pneumonia. Mesmo tendo ocorrido durante as Olimpíadas do Rio de Janeiro, a sua morte foi ignorada pelo COI, que não citou seu ex-integrante em nenhum momento durante o evento.